# كهريز (أرومية)
كهريز هي قرية في مقاطعة أرومية، إيران. عدد سكان هذه القرية هو 2,553 في سنة 2006.